# Bagasara
Bagasara là một thành phố và khu đô thị của quận Amreli thuộc bang Gujarat, Ấn Độ.

## Nhân khẩu
Theo điều tra dân số năm 2001 của Ấn Độ, Bagasara có dân số 31.789 người. Phái nam chiếm 52% tổng số dân và phái nữ chiếm 48%. Bagasara có tỷ lệ 70% biết đọc biết viết, cao hơn tỷ lệ trung bình toàn quốc là 59,5%: tỷ lệ cho phái nam là 76%, và tỷ lệ cho phái nữ là 65%. Tại Bagasara, 12% dân số nhỏ hơn 6 tuổi.